# IPad
iPad es una línea de tabletas diseñadas y comercializadas por Apple Inc. La primera generación fue anunciada el 27 de enero de 2010, mientras que el 2 de marzo de 2011 apareció la segunda generación. Se sitúa en una categoría entre un teléfono inteligente y una computadora portátil, enfocado más al acceso que a la creación de aplicaciones y temas.
La tercera versión del dispositivo, que se llama el nuevo iPad, fue presentada el 7 de marzo de 2012. Esta fue la primera presentación de productos del director ejecutivo de la compañía, Tim Cook, tras el fallecimiento de Steve Jobs en 2011, Apple contrató a Tony Fadell como contratista para diseñar el iPod ,le asignaron cómo  vicepresidente del iPod y planificar la estrategia de productos de audio de Apple.  Su idea de un pequeño reproductor de música basado en un disco duro y una tienda de música en línea había llamado la atención de Steve Jobs .
Las funciones son similares a las del resto de dispositivos portátiles de Apple, como es el caso del iPhone o iPod touch, aunque la pantalla es más grande y su hardware más potente. Funciona a través de una NUI (Interfaz natural de usuario) sobre una versión adaptada del sistema operativo iOS. Esta interfaz de usuario está rediseñada para aprovechar el mayor tamaño del dispositivo y la capacidad de utilizar software para lectura de libros electrónicos y periódicos, navegación web y correo electrónico, además de permitir el acceso al usuario a otras actividades de entretenimiento como películas, música y videojuegos.
Posee una pantalla con retroiluminación led y capacidades multitáctiles de 9.7 pulgadas, de 16 a 128 gigabytes (GB) de espacio en memoria flash, (actualmente las capacidades van desde los 32 hasta los 256 GB) Bluetooth y un puerto de conexión periférica de 30 pines o conector Lightning (iPad (cuarta generación) en adelante) que permite la sincronización con el software iTunes además de proporcionar conexión para diversos accesorios. Existen dos modelos: uno con conectividad a redes inalámbricas wifi 802.11n y otro con capacidades adicionales de GPS y es compatible con redes 3G (puede conectarse a redes de telefonía celular HSDPA y LTE). Ambos modelos pueden ser adquiridos en tres capacidades de almacenamiento distintas, Además se pueden adquirir en cuatro colores diferentes: blanco, negro, oro y oro rosa; todas las versiones están disponibles con 64, 256, 512 GB a partir del iPad Pro de 10.5 y 12.9 pulgadas (segunda generación).

## Historia
El cofundador y director ejecutivo de Apple, Steve Jobs, dijo en un discurso de 1983:
Lo que queremos hacer es poner una computadora increíblemente buena en un libro que puedas llevar contigo y aprender a usar en 20 minutos  ... y realmente queremos hacerlo con un enlace de radio para que no tengas que conectarte a nada y estés en comunicación con todas estas bases de datos más grandes y otras computadoras.
En 1993, Apple trabajó en el Newton MessagePad , un asistente digital personal (PDA) similar a una tableta . John Sculley, director ejecutivo de Apple, lideró su desarrollo. El MessagePad tuvo una mala acogida debido a su función de reconocimiento de escritura indescifrable y fue descontinuado por orden de Jobs, quien regresó a Apple en 1998 tras una disputa interna por el poder. Apple también diseñó un prototipo de una tableta basada en el PowerBook Duo , pero decidió no lanzarla para evitar perjudicar las ventas del MessagePad.
En mayo de 2004, Apple presentó una patente de marca de diseño en Europa para una computadora portátil, hipotéticamente haciendo referencia al iPad, lo que dio inicio a una nueva ronda de especulaciones que condujo a un informe en 2003 sobre la filtración de pedidos de pantallas inalámbricas por parte de Quanta , fabricante afiliado a Apple. En mayo de 2005, Apple presentó la patente de diseño estadounidense n.º D504,889, que incluía una ilustración de un hombre tocando y usando una tableta. En agosto de 2008, Apple presentó una solicitud de patente de 50 páginas que incluía una ilustración de manos tocando y gesticulando en una tableta. En septiembre de 2009, Taiwan Economic News , citando fuentes de la industria, informó que la tableta en la que Apple estaba trabajando se anunciaría en febrero de 2010, aunque el anuncio se realizó en enero de ese año.
El concepto del iPad es anterior al del iPhone, aunque este último se desarrolló y lanzó antes que el iPad.  En 1991, el director de diseño de Apple, Jonathan Ive, ideó un diseño industrial de una tableta con lápiz óptico, la Macintosh Folio, que condujo al desarrollo de un proyecto de prototipo de tableta más grande, cuyo nombre en código era K48, que Apple comenzó en 2004. Ive intentó desarrollar primero la tableta, pero llegó a un acuerdo con Jobs: el iPhone era más importante y debía priorizarse.

## Modelos

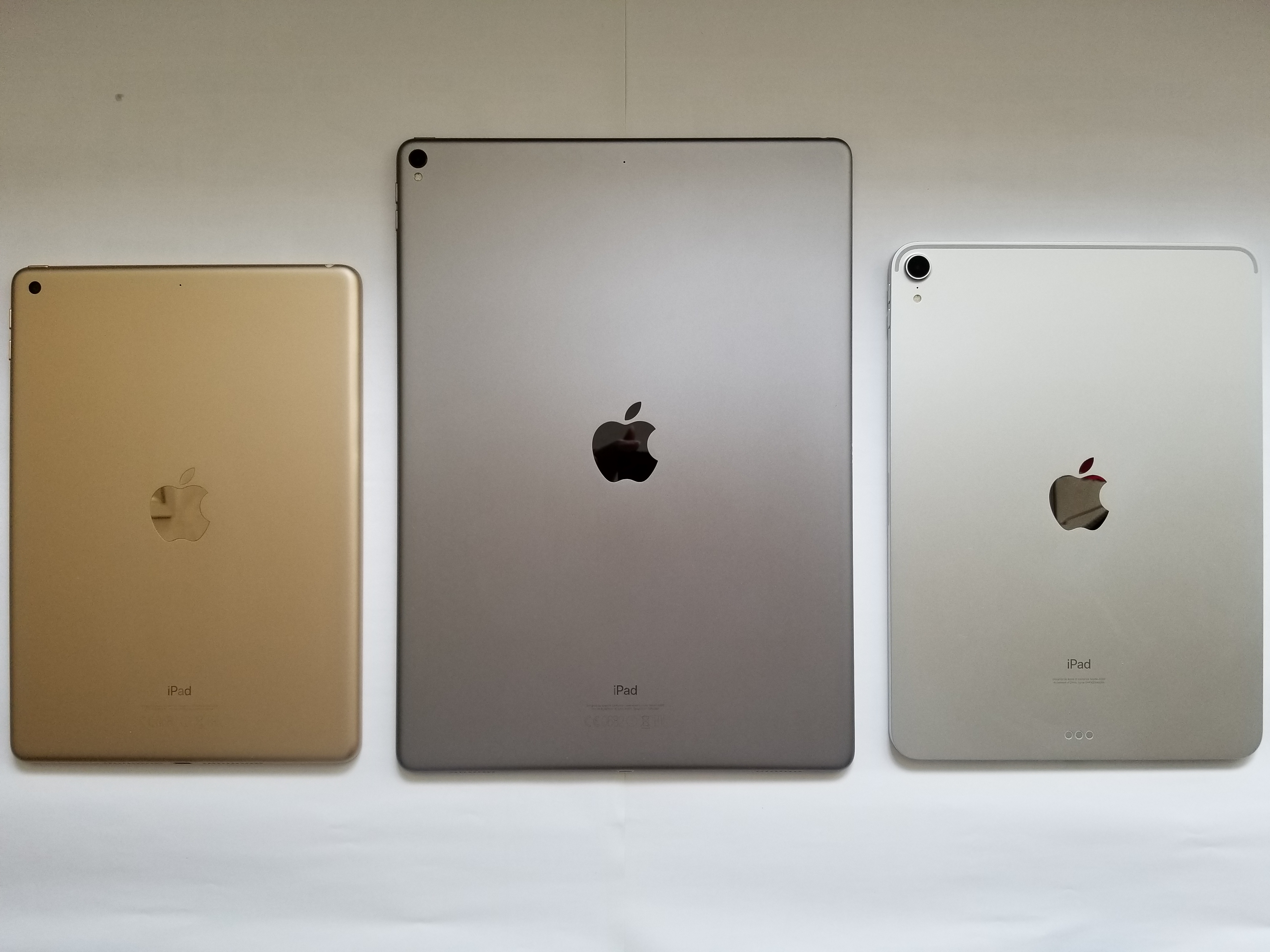
iPad 9.7″ (oro), iPad Pro 12.9″ (gris espacial) e iPad Pro 11″ (plata)

### iPad
La primera versión del iPad, llamado simplemente iPad o iPad 1G (de primera generación), se presentó el 27 de enero de 2010 dos modelos: la versión Wifi con un peso de 680 gramos y la versión wifi + 3G (solo para datos) con un peso de 730 gramos. Cada uno de estos dos modelos disponible únicamente en color negro, con una memoria flash de 16, 32 y 64 GB. Un grosor de 13.4 mm, una altura de 24.28 cm y 18.97 cm de ancho. Su procesador es un Apple A4 a 1 GHz. Pantalla panorámica y brillante, multitáctil de 9 pulgadas (en diagonal), retroiluminada por led con tecnología IPS y una resolución de 1024 × 768 píxeles, lo que ofrece 132 píxeles por pulgada (ppp).
Dispone de acelerómetro y sensor de luz ambiental, además de una brújula digital. Dispone de una batería recargable integrada de polímeros de litio a 25 Wh.
Para la entrada y salida dispone de un conector de 30 pines, toma de auriculares estéreo de 3.5 mm, altavoz integrado, micrófono, y ranura para una tarjeta nanoSIM (sólo en el modelo wifi + 3G).

### iPad 2
Apple presentó la segunda versión del iPad, llamada iPad 2, el 2 de marzo de 2011 en Yerba Buena Center, California.
iPad 2 es mucho más delgado y ligero que el primer iPad, tiene un grosor de 8.8 mm lo que lo hace aún más delgado que el iPhone 4 de 9.9 mm. Tiene un procesador más potente, el Apple A5 Dual Core chip de 900 MHz, que ofrece el doble de rendimiento y gráficos hasta 9 veces más rápidos que la versión anterior. Además, incluye dos cámaras (una frontal y una trasera), que permiten tomar fotos, grabar vídeos en alta definición y realizar videollamadas a través de Facetime, un giroscopio y salida de video de alta definición. La duración estimada de su batería, sigue siendo la misma que la del primer iPad. El 11 de marzo de 2011 salió a la venta en Estados Unidos y el 25 de marzo a nivel mundial. Su precio es el mismo que el de la primera generación, comenzando en $499.00 USD. Al mismo tiempo que anunció el iPad 2, Apple presentó los Smart Covers: protectores de pantalla para la tableta que apagan su pantalla automáticamente al cubrirlo y la encienden al descubrirlo. Los Smart Covers pueden también doblarse y servir como base para inclinar el iPad.
En el transcurso del año 2013 aún seguía a la venta para competir con otras tabletas de mucha aceptación como eran la Galaxy Tab 2 de Samsung y la Transformer TF300 de ASUS.

### iPad 3
La tercera generación del iPad fue anunciada simplemente como el nuevo iPad, pero es conocida coloquialmente como el iPad 3. Esta tercera generación de iPad llegó inicialmente con iOS 5.1, una pantalla Retina, un procesador Apple A5X de doble núcleo en la CPU y cuádruple núcleo en la GPU, una cámara de 5 megapíxeles con grabación de vídeo a 1080p, dictado por voz y Siri (con la llegada de iOS 6 en el tercer trimestre de 2012). Estaba orientado principalmente como plataforma para consumir contenidos audiovisuales incluyendo libros electrónicos, periódicos, películas, música, juegos, presentaciones y contenidos web. Este modelo se dejó de fabricar a los pocos meses y fue sustituido por el siguiente modelo, con procesador actualizado e idéntica imagen exterior, salvo por el nuevo conector Lightning que sustituye al conector de 30 pines.

### iPad 4
El iPad de cuarta generación siguió el mismo modelo de precios que su predecesor. La tercera generación se suspendió tras el anuncio de la cuarta generación. Incluía el procesador A6X (doble núcleo a 1.6Ghz con cuatro núcleos de GPU), pantalla Retina con una resolución de 2048 × 1536 píxeles, conector Lightning, una batería de mayor capacidad (1.254 mAh), una conectividad inalámbrica wifi de doble banda en los 2.5 GHz y 5 GHz, alcanzando velocidades teóricas de 150 Mb/s. El iPad 4 fue uno de los iPad más veloces ya que, el día de su salida superaba en un 12 % al iPhone 5.

### iPad 5
Fue lanzada por Apple el 21 de marzo de 2017. Esta tableta se destacó por su equilibrio entre rendimiento y portabilidad. Equipada con el potente chip A9, la iPad 5 ofrecía un desempeño fluido en aplicaciones y multitarea. Su pantalla 9,7" (2.048 por 1.536 píxeles a 264 p/p), retina mostraba colores vibrantes y detalles nítidos. Con un diseño elegante y ligero. Esta generación de iPad fue una mejora significativa en términos de capacidad de almacenamiento, con opciones de 32GB y 128GB. La cámara de 8Mpx y apertura de ƒ/2,4  permitía capturar fotos y videos de alta calidad, mientras que la duración de la batería garantizaba una experiencia de uso prolongada.
La iPad 5.ª generación ofrecía compatibilidad con tecnologías y funciones relevantes, como conectividad Wi-Fi, 4G, Touch ID, etc.], lo que la convertía en una herramienta versátil tanto para el entretenimiento como para la productividad. Con sistema operativo iOS 10.2.1 en su lanzamiento, la iPad 5 continuó recibiendo actualizaciones que añadían nuevas características y mejoras de seguridad.

### iPad 6
La iPad 6.ª generación, también conocida como iPad (2018), fue lanzada por Apple el 27 de marzo de 2018. Esta tableta se destacó por su potente rendimiento, impulsado por el chip A10, que mejoró la velocidad y la eficiencia en comparación con sus predecesoras. La pantalla Multi-Touch retroiluminada por LED de 9,7 pulgadas (en diagonal) con tecnología IPS Retina, ofrecía colores vivos y detalles nítidos, mientras que su diseño delgado y duradero la hizo perfecta para uso en movimiento. Con opciones de almacenamiento que abarcaban 32GB y 128GB , la iPad 6 brindaba flexibilidad a los usuarios. Además, la cámara de 8 Mpx con apertura de ƒ/2,4 capturaba imágenes y videos de alta calidad. Con conectividad Wi-Fi 2,4Ghz 5Ghz y opciones 4G, junto con una duración de batería extendida, la iPad 6 ofrecía una experiencia completa. Ejecutando el sistema operativo iOS 11.3, esta tableta se mantuvo actualizada con las últimas funciones y aplicaciones de Apple. En resumen, la iPad 6.ª generación se destacó como una combinación perfecta de rendimiento, diseño y versatilidad en el mundo de las tabletas.

### iPad 7
La séptima generación del iPad se anunció el 10 de septiembre de 2019 y se lanzó el 25 de septiembre. Utiliza un chip Apple A10 Fusion de 64 bits, con una CPU de 4 núcleos y una GPU de 6 núcleos. Su pantalla Retina de 10,2", ligeramente más grande, tiene una resolución de 2160 × 1620 (3,5 millones de píxeles). Incorpora compatibilidad con el accesorio Smart Keyboard.

### iPad 8
La octava generación del iPad se anunció el 15 de septiembre de 2020 y se lanzó el 18 de septiembre. Utiliza un chip Apple A12 Bionic, que cuenta con una CPU de 6 núcleos un 40 % más rápida y una GPU de 4 núcleos el doble de rápida que su predecesor. El Apple A12 también incluye un Neural Engine integrado y es capaz de procesar 5 billones de operaciones por segundo.

### iPad 9
La novena generación del iPad se anunció y lanzó el 14 de septiembre de 2021. Utiliza un chip Apple A13 Bionic, con una CPU y una GPU un 20 % más rápidas y un Neural Engine integrado con inteligencia artificial. Su cámara frontal ultra ancha de 12 megapíxeles es compatible con la tecnología "Center Stage Mode" de Apple, que ubica a las personas en el encuadre y sigue la trayectoria de la cámara para mantenerlas centradas. Su pantalla Retina es compatible con la tecnología True Tone, que ajusta automáticamente la temperatura de color de la pantalla según la iluminación ambiental.

### iPad 10
Lanzado al mercado en octubre de 2022, se distingue por eliminar el conector Lightning de los iPad que le precedieron y emplear, por el contrario, el enchufe USB-C, cuyo uso la UE impone obligatoriamente a partir de 2024.  Paradójicamente, iPad 10 es compatible únicamente con el lápiz de Apple de primera generación, el cual requiere un enchufe Lightning, por lo que quien adquiera ambos productos deberá disponer de dos cargadores y de dos cables. Si bien carece del Smart Connector de las líneas Pro y Air, es compatible con un nuevo Magic Keyboard Folio anunciado junto con el dispositivo. Es el primer iPad cuya cámara frontal está ubicada en formato horizontal en lugar de vertical, algo que contrasta por completo con la parte trasera del dispositivo en la que todos los elementos (Logo de Apple, cámara, botones, altavoces y conector de carga) sí que están situados según el clásico formato vertical que llevaba usando Apple desde el iPad de primera generación. Este modelo no reemplazó de inmediato al iPad de novena generación; Apple continuó vendiendo el modelo anterior al mismo precio, mientras que el precio del modelo más nuevo de décima generación aumentó. 

### iPad (11.ª generación)
Lanzado oficialmente en marzo de 2025, el iPad de 11.ª generación representa la evolución más reciente del modelo base de Apple. Aunque su pantalla Liquid Retina sigue siendo de 10,9 pulgadas en dimensiones reales, Apple lo presenta comercialmente como un “iPad de 11 pulgadas”, en línea con el estándar actual de marketing. Este modelo incorpora el chip A16 Bionic, el mismo presente en los iPhone 15, lo que le otorga un notable aumento de rendimiento frente a la generación anterior con A14. Esto se traduce en mayor fluidez al ejecutar múltiples aplicaciones, editar imágenes o consumir contenido multimedia.
Una de sus principales novedades es la compatibilidad con el Apple Pencil USB-C, eliminando por fin la necesidad del antiguo conector Lightning. Sin embargo, el dispositivo mantiene compatibilidad con el Apple Pencil de 1.ª generación mediante adaptador. Además, es compatible con el Magic Keyboard Folio, aunque sigue sin contar con Smart Connector como los modelos Air o Pro.
El diseño permanece sin grandes variaciones: bordes delgados, esquinas redondeadas y sensor Touch ID integrado en el botón superior. La cámara frontal permanece ubicada en el borde lateral del dispositivo (formato horizontal), lo que favorece las videollamadas con Center Stage. Por su parte, la cámara trasera gran angular de 12 MP ahora permite grabación en 4K y escaneo de documentos con flash True Tone. En términos de conectividad, incorpora USB-C, Wi-Fi 6, y una versión celular con soporte 5G. Está disponible en cuatro colores vibrantes: azul, rosa, amarillo y plata, y en capacidades de almacenamiento que van desde 128 GB hasta 512 GB.

### iPad Mini
La primera generación del iPad Mini, el buque insignia y más pequeño, se anunció el 23 de octubre de 2012 y se lanzó el 2 de noviembre. Su pantalla de 7,9 pulgadas tiene una resolución de 1024 x 768 píxeles. La tableta utiliza un chip Apple A5 de doble núcleo y su hardware es similar al del iPad de segunda generación. Cuenta con una cámara FaceTime HD, una cámara iSight de 5 megapíxeles, cobertura inalámbrica LTE ultrarrápida y conectividad Wi-Fi estándar 802.11a/b/g/n. Estaba dirigida al sector emergente de las minitabletas, como Kindle Fire y Nexus 7.
La segunda generación del iPad Mini se anunció el 22 de octubre de 2013 y se lanzó el 12 de noviembre. Su hardware se asemeja al de la primera generación del iPad Air.
La tercera generación del iPad Mini se anunció el 16 de octubre de 2014 y se lanzó el 22 de octubre. Utiliza un chip Apple A7 con un coprocesador de movimiento M7 integrado, y su pantalla Retina de 7,9 pulgadas tiene una resolución de 2048 x 1536 píxeles. Incluye una cámara HD de 1080p, una cámara FaceTime HD y una cámara iSight de 5 megapíxeles.
La cuarta generación del iPad Mini se anunció y lanzó el 9 de septiembre de 2015. Utiliza un chip Apple A8 de doble núcleo con un coprocesador de movimiento Apple M8 integrado. Su conector para auriculares se reubicó y se eliminó el interruptor de silencio.
La quinta generación del iPad Mini se anunció y lanzó el 18 de marzo de 2019. Utiliza un chip Apple A12 Bionic, con una CPU tres veces más rápida y una GPU nueve veces más rápida que su predecesor. Cuenta con una pantalla Retina basada en Truetone con un 25 % más de amplitud de color y mayor densidad de píxeles.
La sexta generación del iPad Mini se anunció y lanzó el 24 de septiembre de 2021. La pantalla aumentó a 8,3 pulgadas. Utiliza un chip Apple A15 Bionic, con una CPU de 6 núcleos un 40 % más rápida y una GPU de 5 núcleos un 80 % más rápida. Su motor neuronal de 16 núcleos y los aceleradores de IA dentro de la CPU duplican el rendimiento de la IA. Su cámara frontal Ultra Wide de 12 megapíxeles incorporaba la tecnología "Center Stage Mode" de Apple, mientras que su cámara trasera de 12 megapíxeles tenía aperturas más amplias, flash True Tone y recuperación automática de sombras y luces Smart HDR. Incluye un puerto USB-C , capaz de transferir hasta 5 gigabits por segundo de datos; altavoces estéreo mejorados para paisajes; y una pantalla Liquid Retina más brillante.
La séptima generación del iPad Mini se anunció el 15 de octubre de 2024. Está potenciada por un chip Apple A17 Pro, que según Apple tiene una CPU un 30 % más rápida, una GPU un 25 % más rápida y un motor neuronal el doble de rápido que la generación anterior. Este modelo es comercializado por Apple como creado para Apple Intelligence , sus próximas funciones de inteligencia artificial. El almacenamiento en la variante de menor precio ha aumentado de los 64 GB de la generación anterior a 128 GB. El nuevo chip Wi-Fi 6E es más rápido, el puerto USB-C es más rápido en comparación con las generaciones anteriores. Al igual que el iPad Pro (séptima generación) y el iPad Air (sexta generación) , solo es compatible con el Apple Pencil Pro junto con el Apple Pencil de entrada inferior con puerto USB-C, lo que lo hace incompatible con el Apple Pencil (segunda generación) . No es compatible con el Magic Keyboard para iPad ni con el Smart Keyboard Folio debido a su formato más pequeño.

### iPad Air
Apple introduce el iPad Air, la cual es una nueva línea de iPad. La gama “Air”. Fue presentada en la conferencia del día 22 de octubre de 2013. Incluyó un procesador A7 al igual que el iPhone 5S, pantalla Retina con una resolución de 2048 × 1536 píxeles, conector Lightning, conectividad inalámbrica wifi de doble banda 2.5G Hz y 5 GHz y opcionalmente 4G LTE. El diseño del iPad Air fue completamente rediseñado, coincidía con el del iPad Mini, con bordes más estrechos y más delgado con solo 7.5mm, y era más ligera que las generaciones anteriores pesando solamente 453 g. Estuvo disponible en colores blanco y gris espacial.

### iPad Air 2
El iPad Air 2 es la segunda generación de la gama “Air” de los iPad de Apple, lanzada el 16 de octubre de 2014. Incluía un procesador A8X con coprocesador de movimiento M8. La pantalla Retina tenía una resolución de 2048 × 1536 píxeles a 264 PPP, conector Lightning, batería de polímero de litio de 27.3 Wh para una autonomía de hasta 10 horas. El iPad Air 2, es el primer iPad en introducir el lector de huellas dactilares, el Touch ID. Tiene un peso de 437 g para la versión Wi-Fi y de 444 g para la versión con conectividad Wi-Fi y celular.

### iPad Air 3
La tercera generación del iPad Mini se anunció el 16 de octubre de 2014 y se lanzó el 22 de octubre. Utiliza un chip Apple A7 con un coprocesador de movimiento M7 integrado, y su pantalla Retina de 7,9 pulgadas tiene una resolución de 2048 x 1536 píxeles. Incluye una cámara HD de 1080p, una cámara FaceTime HD y una cámara iSight de 5 megapíxeles.

### iPad Air 4
El iPad Air 4 es la cuarta generación de la gama ¨Air¨ de los iPad de Apple, lanzada el 15 de septiembre de 2020. Incluye un procesador A14 Bionic con la actualización de iPadOS 14. Su diseño es muy fiel a los nuevos diseños de los iPad Pro. Incluye Touch ID en el botón lateral superior, y no cuenta con Face ID. Tiene compatibilidad con el Apple Pencil de segunda generación. Tiene una pantalla de 10.9¨, y es muy liviano y portable.

### iPad Air 5
La quinta generación de iPad Air fue anunciada el 8 de marzo de 2022 y lanzada al mercado el 18 del mismo mes. Externamente es exactamente igual que el iPad Air 4, siendo la principal diferencia la incorporación del chip M1 de Apple. A pesar de ser físicamente idéntico a su predecesor, este modelo obtuvo numerosas críticas negativas debido a la aparente reducción de rigidez de la carcasa trasera, haciendo que incluso se pueda llegar a apreciar mediante un efecto “warping” en la pantalla la posición de los dedos que quedan por detrás al sostenerlo con una mano, sin necesidad de aplicar fuerza intencionadamente. Otros usuarios (mayoritariamente los primeros que adquirieron el dispositivo) afirman también haber escuchado crujidos de la carcasa al sostenerlo de una determinada forma.

### iPad Air 6 (M2)
La sexta generación del iPad Air fue presentada el 7 de mayo de 2024 y lanzada al mercado el día 15 de ese mismo mes. Externamente, sigue sin cambiar sobre las dos anteriores generaciones. Siendo la principal diferencia su salto de M1 a M2. Se mejoraron los problemas del chasis reportados en la anterior generación. Pero la mejora que más ayudará será la inclusión de su variante de 13 pulgadas ( Como una opción un poco más cara) con las maravillosas prestaciones antes exclusivas a los iPad Pro. También incluyeron soporte de Apple Pencil Pro.

### iPad Pro
El 9 de septiembre de 2015, en un evento especial de Apple, fue presentado el iPad Pro junto con el iPad Mini 4, y estaba enfocado al uso profesional. Existen dos tamaños, uno con pantalla de 9.7 pulgadas (este fue presentado en marzo de 2017) y el más grande con 12.9 pulgadas y resolución de 2732 × 2048 PPP, con capacidad de 64 Gigabytes a 1 Terabytes. Son los iPad más grandes hasta la fecha, siendo presentados con los iPhones 6s y 6s Plus, el nuevo Apple TV y dos versiones nuevas del Apple Watch. También fue presentado un lápiz digital llamado Apple Pencil y un nuevo teclado para esta nueva versión de la popular tableta. Respecto al almacenamiento se pueden obtener con 64, 256 y 512 GB respectivamente.
La segunda generación del iPad Pro se anunció el 5 de junio de 2017 y se lanzó el 13 de junio. Incorporaba un chip Apple A10X , con una CPU de 6 núcleos y una GPU de 12 núcleos. Procesaba contenido multimedia con calidad HDR de 120 Hz, el doble de calidad que su predecesor. Su pantalla Retina de ultra baja reflectividad incorporaba tecnología True Tone optimizada al 50 % (que ajusta automáticamente la pantalla al color ambiental y a los niveles de brillo), integración de color amplio y niveles de brillo de hasta 500 nits. También contaba con una cámara trasera de 12 megapíxeles y una cámara frontal de 7 megapíxeles.
La tercera generación del iPad Pro se anunció el 30 de octubre de 2018 y se lanzó el 7 de noviembre. Es el primer iPad con 1  TB de almacenamiento. Incorpora un chip Apple A12X Bionic de 7 nm, compuesto por 11 000 millones de transistores, una CPU de 8 núcleos, una GPU de 7 núcleos y un Neural Engine integrado capaz de procesar 5 billones de operaciones por segundo. Apple sustituyó la autenticación biométrica mediante reconocimiento de huellas dactilares Touch ID por su equivalente facial, Face ID.
La cuarta generación del iPad Pro se anunció y lanzó el 18 de marzo de 2020. Incorporaba un chip Apple A12Z , con una CPU y una GPU de 8 núcleos. Su conectividad Wi-Fi de clase Gbit es un 60 % más rápida que la de su predecesor. Incorporó una cámara ultra gran angular de 10 megapíxeles, junto con una cámara gran angular de 12 megapíxeles, capaz de capturar vídeo 4K. Estas cámaras permiten capturar contenido multimedia con mayor visibilidad, y su sistema de audio detecta y capta automáticamente cualquier orientación cercana.
La quinta generación del iPad Pro se anunció el 20 de abril de 2021 y se lanzó el 21 de mayo. Incorporaba un innovador chip Apple M1 , de gama alta , que incluía una CPU de 8 núcleos un 40 % más rápida, una GPU de 8 núcleos cuatro veces más rápida y un ancho de banda cuatro veces mayor. Incorporaba una cámara profesional gran angular de 12 megapíxeles con apertura de ƒ/1.8 (captura fotos de alta calidad) y una cámara ultra gran angular de 10 megapíxeles con apertura de ƒ/2.4 (captura una experiencia interactiva mejorada de Realidad Aumentada). Introdujo la tecnología "Center Stage" de Apple, que identifica la posición de los usuarios y sigue automáticamente la vista de la cámara para centrarlos en perspectiva. La versión de 12,9 pulgadas contaba con una pantalla Liquid Retina XDR mini-LED, a diferencia de la pantalla Liquid Retina LCD IPS de menor tamaño del modelo de 11 pulgadas.
La sexta generación del iPad Pro se anunció el 18 de octubre de 2022 y se lanzó el 26 de octubre. Utilizaba un chip Apple M2 , con una CPU de 8 núcleos y una GPU de 10 núcleos.
La séptima generación del iPad Pro se anunció el 7 de mayo de 2024 y se lanzó el 15 de mayo de 2024. Utiliza un Apple M4 , lo que lo convierte en el primer dispositivo de Apple en usar este chip. Es el primer iPad Pro en usar pantalla OLED , llamada Ultra XDR Retina Display . El diseño del chasis tiene un grosor de aproximadamente 5,3 mm en el modelo de 11 pulgadas y 5,1 mm en el modelo de 13 pulgadas, más delgado que los modelos anteriores. Cuenta con una pantalla Tandem OLED, una cámara Pro actualizada (que carece de la lente de cámara ultra ancha) y una cámara frontal orientada al paisaje, anteriormente utilizada en el iPad (décima generación) . Solo es compatible con el Apple Pencil Pro , el Apple Pencil de entrada inferior con puerto USB-C y el nuevo y más delgado Magic Keyboard , lo que lo hace incompatible con el Apple Pencil (segunda generación) y el Magic Keyboard que fue diseñado para la tercera a la sexta generación.

## Software
- App Store: es una aplicación que a su vez permite adquirir otras aplicaciones tanto las del iPhone —que se verán al tamaño de pantalla original de un iPhone o al doble del tamaño—, como las propias del iPad. Los propietarios de aplicaciones para iPhone pueden utilizarlas en su iPad sin necesidad de volver a comprarlas. El paquete ofimático iWork tiene su propia versión para iPad, que se puede adquirir por 10 dólares la aplicación (7.99 euros cada uno), y está compuesto por las aplicaciones Pages, Numbers y Keynote. También, la aplicación iBooks está disponible para descarga gratuita, pero no viene incluida en el dispositivo por defecto.
- Safari: navegador de Internet con soporte para HTML 5.
- Mail: para gestionar correos electrónicos con Microsoft Exchange, ICloud, Gmail, Yahoo! Mail y AOL.
- YouTube: navegador y visualizador de YouTube, (Retirada desde la versión beta 4 de IOS6, solo para usuarios de iPad de segunda generación o posterior y disponible en el App Store, versión para iPad desde comienzos de diciembre de 2012).
- iPod: función equivalente a su análogo reproductor multimedia iPod. (Sustituida por la App Música desde IOS5).
- iTunes Store: para comprar música, vídeos, descargar Podcast y visualizar contenidos.
- Mapas: para visualizar mapas y establecer rutas; utiliza la tecnología de Google Maps, incluido el servicio de Street View. A partir de iOS 6, Apple deja de utilizar los mapas de Google y utiliza los suyos propios;[72] aun así el vicepresidente de Google, Jef Huber, ha confirmado que iOS 6 contará con una aplicación para Google Maps.[73]
- Notas: un bloc de notas para tomar apuntes y pegar texto en él.
- Calendario: un calendario para gestionar citas y fechas especiales.
- Contactos: para gestionar contactos.
- FaceTime (únicamente a partir del iPad 2).
- Photo Booth (únicamente  a partir del iPad 2).

Desde el 27 de enero de 2010 también estuvo disponible de manera gratuita el kit de desarrollo de software (SDK), para que los desarrolladores pudieran programar (o adaptar) sus propias aplicaciones al iPad.

## Distribución
En algunos países se venden las versiones con conectividad celular abiertas, sin subrogarse a la prestación de servicios por una compañía concreta de comunicaciones. No obstante, en España, Movistar, Vodafone y Orange también distribuyen el iPad con paquetes de datos a precios especiales[cita requerida], de forma análoga a los que ofrecen con los terminales iPhone vinculados a sus redes. Por ello la distribución y venta se hace a través de las tiendas Apple físicas y la tienda en Internet (Apple Store), así como los distribuidores habituales de productos Apple.

## Reacciones
Las reacciones de los medios hacia el iPad fueron varias inicialmente, el iPad se convirtió en un gran éxito  al vender más de 20 millones de unidades en los primeros 60 días.

## Recepción

### Estados Unidos
El blog de tecnología Gizmodo enumeró los siguientes elementos como fallos en el dispositivo: ausencia de compatibilidad con Flash y no ser compatible con la red 3G de T-Mobile  en los Estados Unidos. Posteriormente sí estuvo disponible en la red 4G LTE de la compañía.
En comparación, Walt Mossberg hizo referencia a las características de hardware que tienen menor relevancia que el software y la interfaz de usuario. Walt resaltó el bajo coste del dispositivo considerando sus especificaciones. También hizo énfasis en la duración de 10 horas de la batería.
Leo Laporte (reportero de The Tech Guy) escribió un análisis mixto, exaltando la velocidad del iPad y a su vez criticando la ausencia de cámara, salida de vídeo, puertos USB o Firewire, la imposibilidad de ejecutar varias aplicaciones a la vez, especialmente las de mensajería instantánea. También mencionó la naturaleza cerrada del sistema operativo del dispositivo y el control total que tenía Apple sobre el software. Finalizó concluyendo que el iPad debía ser visto como un dispositivo para consumidores de contenido, y no una computadora en el sentido tradicional.
Yair Reiner afirmó que el iPad iba a competir contra los lectores de libros electrónicos como el Kindle de Amazon, a la vez que ofrecía un 70 % de ganancias para las casas editoriales, siendo igual para los desarrolladores que vendían sus aplicaciones a través de la App Store. (Una semana antes del anuncio oficial de la salida del iPad, la tienda de libros del Kindle incrementaría las ganancias para las editoriales al 70 %).
Otros aseguraron que el iPad competiría también con los netbooks, que usaban principalmente el sistema operativo Windows. CNET hizo una lista de desventajas del iPad al ser comparado con un netbook, incluyendo la ausencia de cámara para videochat, la ausencia de Flash y la dificultad para escribir en la pantalla. Adicionalmente el iPad solo funcionaba con software proveniente de la App Store.
Varios días después del lanzamiento, Stephen Fry afirmó que la gente debía usar el iPad para apreciar de verdad su propósito y comentó que las críticas hacia el dispositivo serían olvidadas después de usarlo. Fry recalcó la velocidad del dispositivo, la respuesta, la forma suave de deslizarse, la calidad de la pantalla, su liviano peso y lo bien pensadas que estaban las acciones y gestos utilizados en el dispositivo.

### Iberoamérica
En Iberoamérica el evento de la presentación del iPad fue transmitido por blogs especializados como MuyMac, Applesfera, Engadet en español y Applecol. Las quejas han sido similares a las de otros países: la ausencia de cámara, la no inclusión de tecnología Flash, entre otros.

Como fiel usuario Macintosh desde hace aproximadamente diez años, debo decir que el iPad no me convence. Tal vez esperaba mucho más, eso suele pasar. Lo que me extraña es que Apple siempre supera nuestras expectativas o por lo menos las mías, y este producto no lo hizo.
Después de ver todo el vídeo de la conferencia de Steve Jobs, la primera impresión que me quedó fue que el iPad es un iPod Touch gigante. Yo me lo imaginaba corriendo una versión modificada de Mac OS X Snow Leopard donde uno tuviera el dock, archivos y carpetas así como en un Mac. Que aplicaciones livianas para Mac, pudieran ejecutarse en el iPad. Jamás llegué a pensar que seria casi el mismo OS del iPhone y iPod Touch.
Otra cosa que me dejó aburrido del iPad es que no trae cámara. Hoy en día hasta el celular más básico trae una, y todo me imaginé menos que este aparato no la tuviera. ¿Qué les pasó? ¿Se les olvidó? Estoy seguro que las futuras versiones del iPad traerán una.
La tercera razón por la que el iPad no me convenció del todo, es por su pantalla. Resulta que sus dimensiones son de 1024 × 768 pixeles, en una proporción de 4:3. Nuestros televisores plasmas y LCD tienen una proporción de 16:9. Es decir que ver una película en modo widescreen nos daría barras negras arriba y abajo de la imagen...
...La mayoría de películas son filmadas en modo widescreen, es decir, las de proporción 2:35:1, solo se podrían ver en parte. Aún peor, no se pueden ver vídeos en la más alta definición 1080p porque simplemente los píxeles no alcanzan.
Applecol.

### Críticas

#### Nombre
En muchos blogs no tecnológicos, además de Twitter, la primera atención no se centró tanto en las características del producto, sino en el nombre. Para muchos estadounidenses, la primera acepción de la palabra pad es "toalla higiénica". El jocoso iTampon sobrepasó al iPad como tema de moda el día del anuncio oficial.
También la empresa Apple en China tuvo que pagar 60 millones de dólares a la empresa taiwanesa Shenzhen Proview Technology la cual registró el nombre iPad en 2001, concretando el nombre como suyo en un país que está convirtiéndose cada vez más en un enorme mercado para la electrónica.
Otro tema de controversia es la facilidad de confundir los nombres iPad y iPod, dada su pronunciación similar en inglés.

#### Utilidades
Otras críticas están dirigidas a la baja resolución de la pantalla (1024 x 768), el poder ejecutar sólo un programa a la vez (aunque actualmente esto se ha solucionado con la llegada del iOS 4.2), tener sólo 256 MB de memoria RAM (el iPad 2 tiene 512 MB), la ausencia de cámara web (iPad 2 tiene frontal y trasera), el no poseer puertos USB, no tener salida de vídeo de alta definición e incompatibilidad con el software Adobe Flash[cita requerida] aunque Adobe ha detenido el desarrollo de este complemento para dispositivos móviles. Aparte, tanto el lector como la tienda de libros sería una utilidad poco aprovechada, ya que la pantalla es led y no de tinta electrónica, provocando mayor fatiga en una lectura prolongada.

#### Memoria del dispositivo
A diferencia de los dispositivos tablet de otros fabricantes, el iPad no dispone de una ranura de memoria para ampliación de la misma (con tarjetas microSD, por ejemplo) de forma que se dispone únicamente de la memoria física que tenga el dispositivo en el momento de la compra, sin posibilidad de ampliación posterior. Existen soluciones externas de terceros fabricantes pero suponen insertar adaptadores o dispositivos en el conector Lightning o bien vía WiFi, no de memoria interna instalada ni de una ranura de ampliación. Esto siempre es un aspecto controvertido de los productos de Apple, sobre el que los usuarios gustarían disponer de mayor flexibilidad.

#### DRM
La Free Software Foundation hizo público un comunicado donde advierte sobre la aplicación de la gestión de derechos digitales o DRM (por sus siglas en inglés Digital Restriction Management), lo que podría permitir que editoriales, discográficas y otros puedan controlar los contenidos que son utilizados y descargados en el iPad, posibilitándoles potencialmente a obtener control sobre este tipo de contenidos.

## El iPad en la educación
Andorra se colocó en 2013 como el primer país del mundo en usar un iPad como material escolar. El gobierno andorrano decidió obligar a los alumnos de secundaria a comprarse un iPad 2. La decisión se tomó con tal de evitar que los alumnos cargaran con mochilas llenas de libros pesados que perjudican claramente su salud, pese a no sustituirlos por completo. Según declaraciones hechas en la radio pública andorrana, Ràdio Nacional d'Andorra, el Gobierno indició que escogió esta marca por ser la única que presenta condiciones didácticas ideales para el aprendizaje aparte de ser una tableta perfecta para el control, es decir, gracias a Apple el colegio puede asegurarse de manera efectiva que la tableta tiene exclusivamente material escolar y no otro tipo de contenido.
De esta forma, al inicio del ciclo escolar en 2013, las familias tuvieron que gastarse unos 339,00 €. No obstante, esta cantidad venía acompañada de una garantía de 1 años en reparaciones, con funda, bolígrafo digital y una tarjeta de 25 euros para gastarse en el App Store. Esto provocó polémica al considerarse como un lujo comprarse un iPad. Además, se criticó el hecho de ser material altamente sensible en manos de un niño que puede dejarlo caer fácilmente y dañarlo. A estas afirmaciones, el Gobierno respondió que toda familia con dificultades para pagárselo podría hacerlo por plazos y con la ayuda de gobierno.
El profesorado no se opuso a la decisión, fueron formados por la propia marca en un viaje pagado por el gobierno hacia los Estados Unidos. Ahí Apple los formó de forma que pudieran retomar las clases sin problemas.
En 2011, la Escuela Superior de Estudios de Empresa ESESA de Málaga, se convierte en la primera Escuela de Negocios del mundo que usa de manera exclusiva el iPad en sus aulas. Para ello, se creó la campaña "No sabemos qué hacer con el papel" que adornó la Calle Larios (principal calle comercial de Málaga) con pajaritas de papel.

## El iPad en el sector de la publicidad
La rápida expansión del iPad en todo el planeta ha obligado a marcas y anunciantes a adaptarse a este nuevo dispositivo. Los primeros en hacerlo consiguieron un gran impacto gracias al uso de nuevos formatos multimedia que permiten la interacción del usuario Posteriormente, la aparición de los bloqueadores de anuncios para iPad frenó en gran medida la aparición de nuevos formatos especiales para ver en este dispositivo.
Otro camino seguido por anunciantes y marcas ha sido el desarrollo de aplicaciones específicas.
En el sector del merchandising y los eventos, por su parte se ha convertido en una herramienta casi imprescindible. Su ligereza y versatilidad se ha abierto un mundo de posibilidades a la hora de mostrar catálogos, por ejemplo. En congresos, exposiciones y eventos permite diferenciarse de la competencia, ampliar la información al visitante, hacer encuestas o recoger datos de los nuevos contactos. Esto ha llevado a la aparición de otras empresas que, más allá de dedicarse a la venta de los dispositivos, los alquilan por un tiempo determinado.